# 千木良雅弘
千木良 雅弘（ちぎら まさひろ、1955年 - ）は日本の地球科学者。専門は地質学・応用地質学。理学博士。
1955年、群馬県藤岡市にて出生。1978年、東京大学理学部卒業。1980年、東京大学大学院理学系研究科修士課程修了。1981年から1997年まで財団法人電力中央研究所において。1997年から2020年まで京都大学防災研究所地盤災害研究部門教授。元日本応用地質学会会長（2010年～2014年）。2020年4月より公益財団法人深田地質研究所理事長、主席研究員。
1986年に「結晶片岩の岩盤クリープ（その1，2）」により、日本応用地質学会論文奨励賞を受賞。1989年に「泥岩の化学的風化－新潟県更新統灰爪層の例－」により、日本地質学会研究奨励賞を受賞。

## 著書
- 博士論文 Long-term gravitational deformation of rocks by mass-rock-creep/岩盤クリープによる岩石の長期的重力変形、理学博士、東京大学、乙第8289号、1987年3月16日
- 千木良雅弘『風化と崩壊：第3世代の応用地質』近未來社〈近未来科学ライブラリー〉、1995年、ISBN 4-906431-04-6
- 千木良雅弘 『災害地質学入門』近未來社〈Science selection series〉、1998年、ISBN 4-906431-08-9
- 千木良雅弘『群発する崩壊：花崗岩と火砕流』近未來社〈近未来科学ライブラリー〉、2002年、ISBN 4-906431-15-1
- 千木良雅弘『崩壊の場所：大規模崩壊の発生場所予測』近未來社〈近未来科学ライブラリー〉、2007年、ISBN 978-4-906431-26-7
- （今田高俊・鈴木達治郎・武田精悦・石橋克彦・山口幸夫・舩橋晴俊・千木良雅弘・山地憲治・柴田徳思・大西隆）『高レベル放射性廃棄物の最終処分について 学術会議叢書(21)』（公益財団法人日本学術協力財団、2014）